# Aleksandra Lipska
Aleksandra Lipska (Parczew, 25 febbraio 1998) è una pallavolista polacca, schiacciatrice dell'Helvia Recina.

## Carriera

### Club
La carriera di Aleksandra Lipska inizia nell'annata 2014-15 tra le file del SMS PZPS Szczyrk, in I liga. Nella stagione 2017-18 esordisce in Liga Siatkówki Kobiet, ingaggiata dal MKS, mentre nella stagione successiva è nuovamente in serie cadetta con la stessa società.
Nell'annata 2019-20 si accasa al Wisła Warszawa, nella massima divisione polacca: a metà stagione viene ceduta all'Helvia Recina, militante nella Serie A2 italiana, a cui è legata anche per il campionato successivo, quando si aggiudica la Coppa Italia di Serie A2.
Ritorna in patria per il campionato 2021-22 accordandosi con il Chemik Police: vince lo scudetto. Nell'annata 2022-23 torna nuovamente all'Helvia Recina, neopromossa in Serie A1.

### Nazionale
Nel 2015 viene convocata nella nazionale polacca under 18, con cui partecipa al campionato europeo e al XIII Festival olimpico estivo della gioventù europea. Nel 2016 è in quella under 19, mentre nel 2017 è in quella under 20, prendendo parte al campionato mondiale.

## Palmarès

### Club
- Campionato polacco: 1

2021-22
- Coppa Italia di Serie A2: 1

2020-21